# Булавский, Владимир Александрович
Владимир Александрович Булавский (1932 — 3 ноября 2015, Новосибирск) — советский 
и российский математик и экономист, главный научный сотрудник Центрального экономико-математического института РАН, доктор физико-математических наук (1977), профессор (1982).
Окончил Ленинградский государственный университет им. А.А. Жданова (1955) по специальности "Математика".
С 1961 по 1989 год работал в Институте математики имени С. Л. Соболева СО РАН, с 1990 по 2015 год — в ЦЭМИ РАН.
Специализировался в области математической экономики, теории рыночной конкуренции, применения численных методов к анализу несовершенных рынков.
В 2000-е годы преподавал в Российской экономической школе и в Высшей школе экономики.

## Основные работы
- Один мысленный эксперимент в рамках обобщенной модели Курно // Экономика и мат. методы, 1996, т.32, вып.2.
- Сетевая модель рынка однородного товара / Препринт. - М.: ЦЭМИ РАН,1996.
- Равновесие в обобщенных моделях Курно и Штакельберга // Экономика и мат. методы, 1995, т.31, вып.3 (в соавторстве).
- О решении одного класса задач на равновесие // Сибирский математический журнал, 1994, т. 35, №5.
- Метод однопараметрической прогонки для исследования состояния равновесия // Экономика и мат. методы, 1994, т.30, вып.4 (в соавторстве).
- Локальные оценки и задачи выбора / Современные математические методы оптимизации в экономико-математическом моделировании. - М.: ЦЭМИ АН СССР, 1991.
- Структура спроса и равновесия в модели олигополии // Экономика и мат.методы, 1997, т.33, вып.3.
- Управление динамикой экономической системы через внешнее потребление // Экономика и мат.методы, 1995, т.31, вып.2.